# Fußball-Bundesliga/Rekorde/SC Paderborn 07

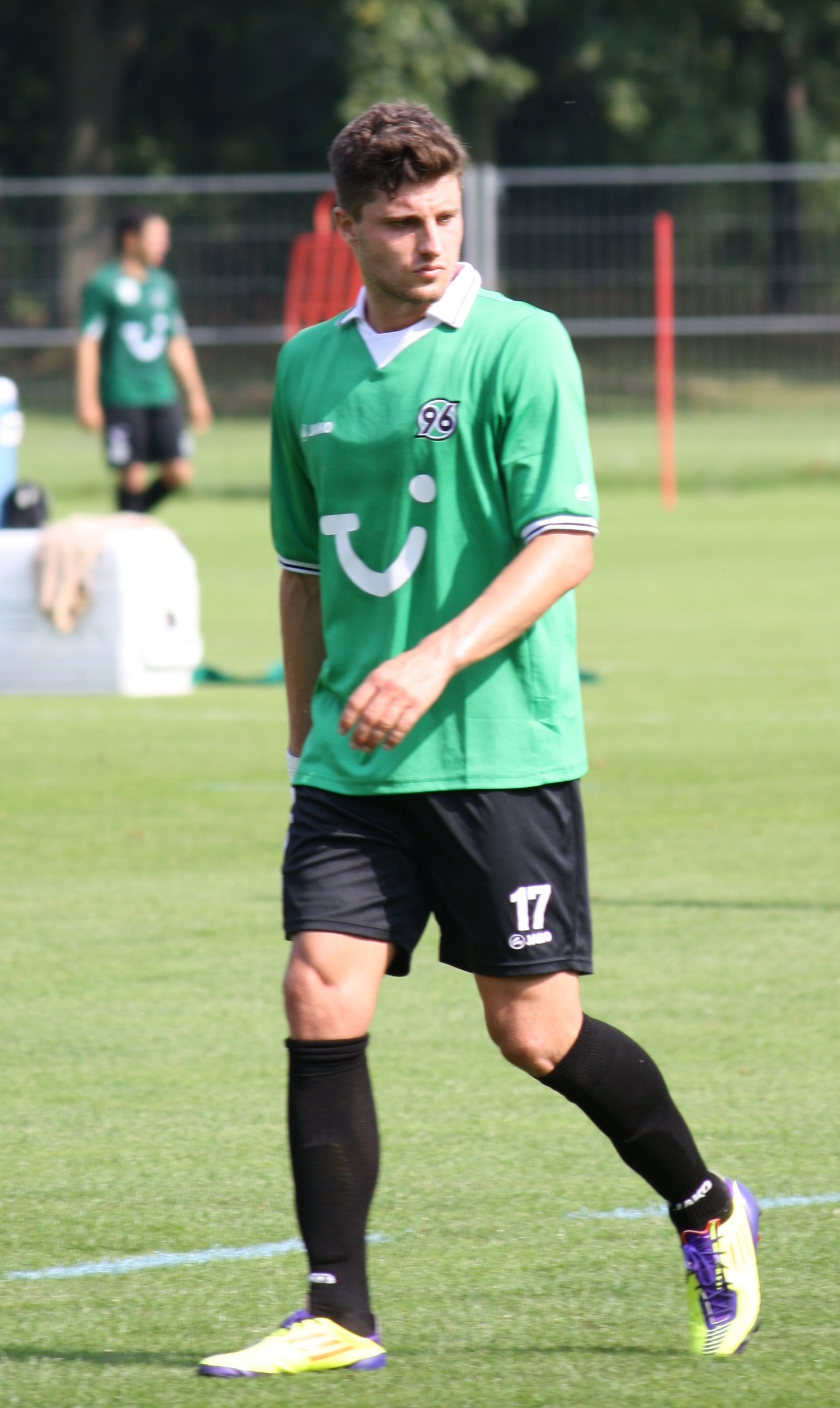
Torschütze aus größter Entfernung: Moritz Stoppelkamp aus 83 m Entfernung (hier im Trikot von Hannover 96)

Der Artikel Fußball-Bundesliga/Rekorde/SC Paderborn 07 listet die vereinsspezifischen Rekorde des SC Paderborn 07 auf, die mit Bezug auf die Zugehörigkeit zur deutschen Fußball-Bundesliga gehalten werden.
Der Verein ist aktuell kein Bundesligist (Stand: Saison 2025/26).

Siehe auch: 

## Vorbemerkung
Es besteht eine Unterteilung zwischen Positiv- und Negativrekorden sowie vereinsinternen Bestmarken. Weitere Rekorde, die dem Verein nicht zuzuordnen sind, werden im Hauptartikel unter „Allgemein“ gelistet. Dort bestehen zudem die Rubriken „Trainerspezifische Rekorde“, „Schiedsrichterspezifische Rekorde“ sowie „Sonstige Rekorde“. Es besteht außerdem die Möglichkeit „In nächster Zeit möglicherweise fallende Bestmarken“ im unteren Bereich der Hauptseite festzuhalten, bzw. die neuen Rekorde an die passenden Stellen einzusortieren. Wenn möglich, wird zu einem Positivrekord auch der Negativrekord als Gegenstück gelistet (und andersrum). Die Liste erhebt keinen Anspruch auf Vollständigkeit.

## SC Paderborn 07
Aktuelle Platzierung in der Ewigen Tabelle der Fußball-Bundesliga: Platz 49 von 58 (Stand: 34. Spieltag 2024/25)

### Positivrekorde
- Tor aus größter Entfernung: aus 83 m Entfernung durch Moritz Stoppelkamp (gegen Hannover 96 am 20. September 2014)[1]

### Negativrekorde
- meiste Gelbe Karten in einer Saison für einen Spieler: 17 (Klaus Gjasula, 2019/20)[2]
- Stadion mit der geringsten Zuschauerkapazität: Home-Deluxe-Arena (15.000 Plätze)[3]

### Vereinsintern
- Rekordspieler: Uwe Hünemeier (48 Einsätze)[4]
- Rekordtorhüter: Lukas Kruse (34 Einsätze)[4]
- Rekordtorschütze: Elias Kachunga (6 Tore)[5]